# Masoprocol
Masoprocol là một loại thuốc chống ung thư được sử dụng để điều trị sự phát triển của da do tiếp xúc với ánh nắng mặt trời. Một dạng axit nordihydroguaiaretic được uống bằng miệng đang được nghiên cứu trong điều trị ung thư tuyến tiền liệt.
Cũng được gọi là axit nordihydroguaiaretic, NDGA và Actinex.

## Cơ chế
Axit Nordihydroguaiaretic là một chất chống oxy hóa, và nó có thể ngăn chặn một số enzyme cần thiết cho sự phát triển của khối u.
Nó là một chất ức chế lipoxygenase.